# Guerra de Cremónides
La Guerra de Cremónides (267 a. C. - 261 a. C.) se disputó por una coalición de ciudades-estado griegas contra la dominación del Reino de Macedonia.

## Causas
Los orígenes de la guerra hay que situarlos en el deseo persistente de muchas ciudades-estado griegas, sobre todo Atenas y Esparta, de restaurar su perdida independencia, junto con la intención de Ptolomeo II Filadelfo de aumentar el descontento de la esfera de influencia de su rival macedonio. Las ambiciones de Ptolomeo II Filadelfo sobre el mar Egeo se veían amenazadas por la flota de Antígono II Gonatas, así que creó una coalición antimacedonia en Grecia. Se concentró especialmente en su amistad con Atenas, proveyéndola de grano.

## Desarrollo
La facción antimacedónica en Atenas, liderada por el estoico Cremónides, subió el poder y declaró la guerra a Macedonia, posiblemente en el otoño de 268 a. C. El primer año del conflicto solo se vieron pequeñas escaramuzas, aunque generalmente acababan favorablemente para la coalición antimacedónica. Sin embargo, después de las poco decisivas campañas de 266 a. C., la guerra comenzó a volverse en contra de las ciudades-estado y en 265 a. C. Antígono II fue capaz de vencer en una decisiva batalla a las afueras de Corinto, en la que el rey espartano Areo I murió.
Con su principal aliado derrotado y un ejército demasiado debilitado para enfrentarse en solitario a los antigónidas, los atenienses pudieron hacer poco más que esperar tras sus murallas y aguardar a que Ptolomeo les mandase ayuda antes del inevitable sitio. Desafortunadamente para ellos, Filadelfo no estuvo listo para mandar una gran expedición hasta después que Atenas fue rendida por hambre en 262 a. C. o 261 a. C.

## Consecuencias
Después de la caída de Atenas, esta perdió sus últimos vestigios de independencia prehelenística y fue establecido un acuartelamiento macedonio allí hasta 229 a. C.